# Careless Whisper
Careless Whisper is het debuut van de Britse muzikant George Michael als solo-artiest en uitgebracht in juli 1984. De single kwam uit terwijl hij nog deel uitmaakte van de popgroep Wham!. Hij schreef het nummer samen met Andrew Ridgeley, het andere lid van Wham!. Omdat het nummer niet in de stijl van Wham! zou passen werd het als solo-project van George Michael uitgebracht. Kenmerkend in deze ballad is de lange saxofoonsolo in het nummer, gespeeld door Steve Gregory. Careless Whisper kwam in bijna vijfentwintig landen bovenaan de hitlijst. Wereldwijd zijn zo'n zes miljoen exemplaren van de plaat verkocht.

## Achtergrond
George Michael en Andrew Ridgeley schreven het nummer al in 1981 toen Wham! nog niet bekend was. Michael werkte destijds nog in een bioscoop in Watford en tussendoor als diskjockey. De twee namen een demo op van Careless Whisper en een aantal andere nummers om daarmee de muziekindustrie te benaderen. Toen Michael het nummer aan een publiek liet horen was hij verrast door het enthousiasme en wist hij dat het nummer 1-hit zou worden.
In eerste instantie werd het nummer geproduceerd door Jerry Wexler in de Muscle Shoals Studio in Muscle Shoals, Alabama. Michael was niet blij met het eindresultaat en nam het nummer opnieuw op en produceerde het zelf. De versie van Wexler kwam in 1983 in Engeland uit als B-kant. De door George Michael geproduceerde versie werd een groot succes. In de Verenigde Staten, waar het op nummer 1 kwam, werd de artiest aangeduid als "Wham! featuring George Michael".
De plaat werd een wereldwijde hit en stond dus in 25 landen op nummer 1 in de hitlijsten. Ook in Michael's thuisland het Verenigd Koninkrijk bereikte de plaat de nummer 1-positie in de UK Singles Chart.
In Nederland werd de plaat veel gedraaid op Hilversum 3 en werd een hit in de destijds drie landelijke  hitlijsten op de nationale publieke popzender. De plaat bereikte de nummer 1-positie in zowel de Nederlandse Top 40, Nationale Hitparade als de TROS Top 50. In de Europese hitlijst op Hilversum 3, de TROS Europarade, werd de 2e positie bereikt.
In België bereikte de plaat de 2e positie in zowel de voorloper van de Vlaamse Ultratop 50 als de Vlaamse Radio 2 Top 30. In Wallonië werd géén notering behaald.
Na het succes van Careless Whisper ging Michael weer verder met Wham!, waarmee ze kort daarna een nummer 1-hit scoorden met Freedom (niet op #1 in Nederland). Aan het einde van het jaar deed hij mee aan het project Band Aid, met het nummer Do They Know It's Christmas? wat ook op nummer 1 kwam. Michael had daarmee in 1984 drie nummer 1-hits onder drie verschillende namen. Wham! ging in 1986 uit elkaar, twee maanden nadat Michael zijn tweede solo-single uitbracht: A Different Corner kwam op nummer 1 in vele landen.
Sinds de allereerste editie in december 1999 staat de plaat onafgebroken genoteerd in de jaarlijkse NPO Radio 2 Top 2000 van de Nederlandse publieke radiozender NPO Radio 2, met als hoogste notering een 89e positie in 1999.

## Betekenis
Het nummer gaat over een man die worstelt met schuldgevoelens en spijt nadat hij door zijn vriendin betrapt is tijdens het vreemdgaan. In het begin bezingt hij hoe hij zijn vriendin ontmoet en vervolgens dat zijn leven nooit meer hetzelfde zal zijn nu ze hem verlaten heeft. De titel van het nummer wordt niet in het refrein gezongen, maar komt slechts één keer voor, in een zin in het tweede couplet: "Time can never mend the careless whispers of a good friend."
Een tijd lang circuleerde het verhaal dat het nummer autobiografisch was. Pas in 1991 gaf Michael aan dat dit niet zo was. Hij vond het verwarrend dat een lied, waarvan hij de tekst helemaal niet zo goed vond, zo veel geïnterpreteerd zou worden en ook zo veel emotie kon opwekken.

## Videoclip
De videoclip werd geregisseerd door Duncan Gibbins en opgenomen in de Amerikaanse stad Miami, in de wijk Coconut Grove en Watson Island. In de clip staat George Michael te zingen op een podium in een verlaten zaal terwijl flashbacks getoond worden over zijn ervaring. Eerst is de hoofdpersoon met zijn vriendin te zien, gespeeld door Lisa Stahl. De twee belanden in bed. Vervolgens ontmoet hij een andere (uitdagende) vrouw, gespeeld door Madeline Andrews-Hodge. Ze gaan zeilen en belanden ook in bed. Deze keer wordt de liefde met meer lust en minder romantiek bedreven. De volgende ochtend komt de vriendin thuis en de slaapkamer binnen. Ze schrikt als ze ziet wat er gebeurd is. De andere vrouw lijkt er plezier in te hebben dat ze betrapt zijn. De vriendin gaat naar het vliegveld. De hoofdpersoon komt haar achterna maar is te laat. Hij moet toezien hoe het vliegtuig vertrekt terwijl zijn vriendin nog slechts kort uit het raam naar hem kijkt.
De oorspronkelijke videoclip was anders van opzet. Zo speelt Andrew Ridgeley op het laatst een kleine rol en eindigt de clip wanneer Madeline met haar sportwagen wegrijdt en George vanuit haar dakraam ten afscheid toewuift.
In Nederland werd de videoclip destijds op televisie uitgezonden door de popprogramma's AVRO's Toppop, Countdown van Veronica en Popformule van de TROS.

## Hitnoteringen

### Nederlandse Top 40
| "Careless Whisper" in de Nederlandse Top 40 - binnen: 25-08-1984 | "Careless Whisper" in de Nederlandse Top 40 - binnen: 25-08-1984 | "Careless Whisper" in de Nederlandse Top 40 - binnen: 25-08-1984 | "Careless Whisper" in de Nederlandse Top 40 - binnen: 25-08-1984 | "Careless Whisper" in de Nederlandse Top 40 - binnen: 25-08-1984 | "Careless Whisper" in de Nederlandse Top 40 - binnen: 25-08-1984 | "Careless Whisper" in de Nederlandse Top 40 - binnen: 25-08-1984 | "Careless Whisper" in de Nederlandse Top 40 - binnen: 25-08-1984 | "Careless Whisper" in de Nederlandse Top 40 - binnen: 25-08-1984 | "Careless Whisper" in de Nederlandse Top 40 - binnen: 25-08-1984 | "Careless Whisper" in de Nederlandse Top 40 - binnen: 25-08-1984 | "Careless Whisper" in de Nederlandse Top 40 - binnen: 25-08-1984 | "Careless Whisper" in de Nederlandse Top 40 - binnen: 25-08-1984 | "Careless Whisper" in de Nederlandse Top 40 - binnen: 25-08-1984 | "Careless Whisper" in de Nederlandse Top 40 - binnen: 25-08-1984 | "Careless Whisper" in de Nederlandse Top 40 - binnen: 25-08-1984 |
| Week                                                             | 1                                                                | 2                                                                | 3                                                                | 4                                                                | 5                                                                | 6                                                                | 7                                                                | 8                                                                | 9                                                                | 10                                                               | 11                                                               | 12                                                               | 13                                                               | 14                                                               |                                                                  |
| ---------------------------------------------------------------- | ---------------------------------------------------------------- | ---------------------------------------------------------------- | ---------------------------------------------------------------- | ---------------------------------------------------------------- | ---------------------------------------------------------------- | ---------------------------------------------------------------- | ---------------------------------------------------------------- | ---------------------------------------------------------------- | ---------------------------------------------------------------- | ---------------------------------------------------------------- | ---------------------------------------------------------------- | ---------------------------------------------------------------- | ---------------------------------------------------------------- | ---------------------------------------------------------------- | ---------------------------------------------------------------- |
| Nummer                                                           | 19                                                               | 7                                                                | 1                                                                | 1                                                                | 1                                                                | 1                                                                | 1                                                                | 2                                                                | 6                                                                | 6                                                                | 10                                                               | 13                                                               | 18                                                               | 26                                                               | uit                                                              |

### Nationale Hitparade
| "Careless Whisper" in de Nationale Hitparade - binnen: 05-08-1984 | "Careless Whisper" in de Nationale Hitparade - binnen: 05-08-1984 | "Careless Whisper" in de Nationale Hitparade - binnen: 05-08-1984 | "Careless Whisper" in de Nationale Hitparade - binnen: 05-08-1984 | "Careless Whisper" in de Nationale Hitparade - binnen: 05-08-1984 | "Careless Whisper" in de Nationale Hitparade - binnen: 05-08-1984 | "Careless Whisper" in de Nationale Hitparade - binnen: 05-08-1984 | "Careless Whisper" in de Nationale Hitparade - binnen: 05-08-1984 | "Careless Whisper" in de Nationale Hitparade - binnen: 05-08-1984 | "Careless Whisper" in de Nationale Hitparade - binnen: 05-08-1984 | "Careless Whisper" in de Nationale Hitparade - binnen: 05-08-1984 | "Careless Whisper" in de Nationale Hitparade - binnen: 05-08-1984 | "Careless Whisper" in de Nationale Hitparade - binnen: 05-08-1984 | "Careless Whisper" in de Nationale Hitparade - binnen: 05-08-1984 | "Careless Whisper" in de Nationale Hitparade - binnen: 05-08-1984 | "Careless Whisper" in de Nationale Hitparade - binnen: 05-08-1984 | "Careless Whisper" in de Nationale Hitparade - binnen: 05-08-1984 | "Careless Whisper" in de Nationale Hitparade - binnen: 05-08-1984 |
| Week                                                              | 1                                                                 | 2                                                                 | 3                                                                 | 4                                                                 | 5                                                                 | 6                                                                 | 7                                                                 | 8                                                                 | 9                                                                 | 10                                                                | 11                                                                | 12                                                                | 13                                                                | 14                                                                | 15                                                                | 16                                                                |                                                                   |
| ----------------------------------------------------------------- | ----------------------------------------------------------------- | ----------------------------------------------------------------- | ----------------------------------------------------------------- | ----------------------------------------------------------------- | ----------------------------------------------------------------- | ----------------------------------------------------------------- | ----------------------------------------------------------------- | ----------------------------------------------------------------- | ----------------------------------------------------------------- | ----------------------------------------------------------------- | ----------------------------------------------------------------- | ----------------------------------------------------------------- | ----------------------------------------------------------------- | ----------------------------------------------------------------- | ----------------------------------------------------------------- | ----------------------------------------------------------------- | ----------------------------------------------------------------- |
| Nummer                                                            | 23                                                                | 1                                                                 | 1                                                                 | 1                                                                 | 1                                                                 | 1                                                                 | 1                                                                 | 1                                                                 | 3                                                                 | 3                                                                 | 5                                                                 | 11                                                                | 10                                                                | 27                                                                | 31                                                                | 37                                                                | uit                                                               |

### TROS Top 50
Hitnotering: 16-08-1984 t/m 29-11-1984. Hoogste notering: #1 (6 weken).

### TROS Europarade
Hitnotering: 19-08-1984 t/m 18-03-1985. Hoogste notering: #2 (6 weken).

### NPO Radio 2 Top 2000
| Nummer met noteringen in de NPO Radio 2 Top 2000 | '99 | '00 | '01 | '02 | '03 | '04 | '05 | '06 | '07 | '08 | '09 | '10 | '11 | '12 | '13 | '14 | '15 | '16 | '17 | '18 | '19 | '20 | '21 | '22 | '23 | '24 |
| ------------------------------------------------ | --- | --- | --- | --- | --- | --- | --- | --- | --- | --- | --- | --- | --- | --- | --- | --- | --- | --- | --- | --- | --- | --- | --- | --- | --- | --- |
| Careless Whisper                                 | 89  | 275 | 288 | 226 | 517 | 469 | 625 | 425 | 580 | 469 | 545 | 691 | 691 | 546 | 721 | 648 | 710 | 614 | 232 | 204 | 236 | 179 | 160 | 152 | 117 | 114 |

1. ↑  Een vetgedrukt getal geeft de hoogste notering aan.

### Evergreen Top 1000
| Evergreen Top 1000 "Careless Whisper" | Evergreen Top 1000 "Careless Whisper" | Evergreen Top 1000 "Careless Whisper" | Evergreen Top 1000 "Careless Whisper" | Evergreen Top 1000 "Careless Whisper" | Evergreen Top 1000 "Careless Whisper" | Evergreen Top 1000 "Careless Whisper" | Evergreen Top 1000 "Careless Whisper" | Evergreen Top 1000 "Careless Whisper" | Evergreen Top 1000 "Careless Whisper" | Evergreen Top 1000 "Careless Whisper" | Evergreen Top 1000 "Careless Whisper" | Evergreen Top 1000 "Careless Whisper" | Evergreen Top 1000 "Careless Whisper" | Evergreen Top 1000 "Careless Whisper" | Evergreen Top 1000 "Careless Whisper" | Evergreen Top 1000 "Careless Whisper" |
| Jaar                                  | 2008                                  | 2009                                  | 2010                                  | 2011                                  | 2012                                  | 2013                                  | 2014                                  | 2015                                  | 2016                                  | 2017                                  | 2018                                  | 2019                                  | 2020                                  | 2021                                  | 2022                                  | 2023                                  |
| ------------------------------------- | ------------------------------------- | ------------------------------------- | ------------------------------------- | ------------------------------------- | ------------------------------------- | ------------------------------------- | ------------------------------------- | ------------------------------------- | ------------------------------------- | ------------------------------------- | ------------------------------------- | ------------------------------------- | ------------------------------------- | ------------------------------------- | ------------------------------------- | ------------------------------------- |
| Positie                               | -                                     | -                                     | -                                     | -                                     | -                                     | -                                     | -                                     | -                                     | -                                     | 733                                   | 308                                   | 394                                   | 367                                   | 420                                   | 369                                   | 369                                   |

## Tracklist
7" vinylsingle 
1. "Careless Whisper" (5:04)
2. "Careless Whisper" (instrumentaal) (5:02)

12" maxi vinylsingle 
1. "Careless Whisper" (extended mix) (6:23)
2. "Careless Whisper" (speciale versie) (5:34)
3. "Careless Whisper" (instrumentaal) (4:52)